# Dendrobrachia paucispina
Dendrobrachia paucispina är en korallart som beskrevs av Opresko och Bayer 1991. Dendrobrachia paucispina ingår i släktet Dendrobrachia och familjen Dendrobrachiidae. Inga underarter finns listade i Catalogue of Life.